# エトワ郡 (アラバマ州)
エトワ郡（英: Etowah County）は、アメリカ合衆国アラバマ州の北東部に位置する郡である。人口は10万3436人（2020年）。郡庁所在地はガズデンであり、同郡で人口最大の都市である。郡名はエトワー遺跡から採られており、チェロキー語で「食用にできる木」を意味している。ガズデン都市圏の中心である。

## 歴史
エトワ郡は当初ディカーブ郡の南部にあった。1866年12月7日、その南部にベイン郡が創設され、南軍の将軍デイビッド・W・ベインに因んで名付けられ、郡庁所在地はガズデンとされた。1868年、ベイン郡が廃郡となり、同じ領域でエトワ郡が創設された。
1994年3月27日、パームサンデーの日に藤田スケールF4の竜巻がエトワ郡を襲った。バーミングハム市にある国立測候所が、カルフーン郡北部、エトワ郡南東部、チェロキー郡南部に竜巻警報を発令してから12分後、ピードモントのゴーシェン・ユナイテッドメソジスト教会を破壊した。

## 地理
アメリカ合衆国国勢調査局に拠れば、郡域全面積は548.75平方マイル (1,421.3 km2)であり、このうち陸地534.82平方マイル (1,385.2 km2)、水域は13.93平方マイル (36.1 km2)で水域率は2.54%である。陸地面積で、州内最少の郡である。

### 交通

#### 主要高規格道路
- 州間高速道路59号線
- 州間高速道路759号線
- アメリカ国道11号線
- アメリカ国道278号線
- アメリカ国道411号線
- アメリカ国道431号線
- アラバマ州道77号線
- アラバマ州道132号線
- アラバマ州道291号線
- アラバマ州道759号線

#### 鉄道
- アラバマ・アンド・テネシー川鉄道
- ノーフォーク・サザン鉄道
- テネシー・アラバマ・アンド・ジョージア鉄道（廃線）

### 隣接する郡
- ディカーブ郡 - 北
- チェロキー郡 - 東
- カルフーン郡 - 南東
- セントクレア郡 - 南西
- ブラウント郡 - 西
- マーシャル郡 - 北西

## 人口動態
以下は2000年国勢調査による人口統計データである。
| 基礎データ - 人口: 103,459人 - 世帯数: 41,615 世帯 - 家族数: 29,463 家族 - 人口密度: 75人/km2（193人/mi2） - 住居数: 45,959軒 - 住居密度: 33軒/km2（86軒/mi2） 人種別人口構成 - 白人: 82.87% - アフリカン・アメリカン: 14.68% - ネイティブ・アメリカン: 0.33% - アジア人: 0.42% - 太平洋諸島系: 0.03% - その他の人種: 0.73% - 混血: 0.93% - ヒスパニック・ラテン系: 1.70% 年齢別人口構成 - 18歳未満: 23.8% - 18-24歳: 8.7% - 25-44歳: 27.4% - 45-64歳: 24.1% - 65歳以上: 16.0% - 年齢の中央値: 38歳 - 性比（女性100人あたり男性の人口） - 総人口: 91.8 - 18歳以上: 87.9 | 世帯と家族（対世帯数） - 18歳未満の子供がいる: 29.9% - 結婚・同居している夫婦: 54.2% - 未婚・離婚・死別女性が世帯主: 13.1% - 非家族世帯: 29.2% - 単身世帯: 26.3% - 65歳以上の老人1人暮らし: 12.4% - 平均構成人数 - 世帯: 2.44人 - 家族: 2.93人 収入と家計 - 収入の中央値 - 世帯: 31,170米ドル - 家族: 38,697米ドル - 性別 - 男性: 31,610米ドル - 女性: 21,346米ドル - 人口1人あたり収入: 16,783米ドル - 貧困線以下 - 対人口: 15.7% - 対家族数: 12.3% - 18歳未満: 21.6% - 65歳以上: 13.7% |

## 都市と町

### 都市
- ガズデン（郡庁所在地）
- レインボーシティ
- グレンコー（大部分）
- アタラ
- ホークスブラフ
- サウスサイド
- ボアズ（小部分）

### 町
- アルトゥーナ（一部はブラウント郡）
- リースシティ
- リッジビル
- サーディスシティ
- ウォルナットグローブ

### 国勢調査指定地域
- ギャラント

### 未編入の町
- アンダーソン
- マウンテンボロ
- オハチー（一部はカルフーン郡）